# Мушинская, Татьяна Михайловна
Татья́на Миха́йловна Мушинская (белор. Мушы́нская Тацця́на Міха́йлаўна; род. 26 июня 1958, Минск) — белорусская поэтесса, прозаик, театральный критик, журналист, либреттист, драматург, сценарист.

## Биография
Родилась в Минске в семье белорусского литературоведа и критика Михася Мушинского. Окончила с золотой медалью среднюю школу № 93. Одновременно училась в музыкальной школе, занималась в народной студии классического танца минского Дворца профсоюзов у балерины, народной артистки Беларуси Александры Николаевой. Окончила школу юных философов при Институте философии Академии наук.

«Школьные годы прошли под знаком чтения. Освоения литературы — и русской, и белорусской, и зарубежной. (…) Эти годы стали временем открытия мира музыки, театра, кино. Собирала я и песенники с нотами, которые можно было самой проиграть на фортепиано, и пластинки, которые можно было слушать бесконечно. Событие, когда родители покупали — представьте, какое счастье! — комплекты пластинок, где полностью записаны оперы (…), балеты (…). Все слушалось — и не одиножды, пока сцены из опер и оперетт не запоминались целиком. О знаменитых ариях и дуэтах и говорить на надо…».

В 1975 году поступила на факультет журналистики Белорусского государственного университета. После его окончания работала в еженедельнике «Литература и искусство» (белор. «Літарату́ра і маста́цтва»). Сначала являлась сотрудником отдела изобразительного искусства, затем возглавляла отдел культуры. С 1991 года работает редактором отдела музыки журнала «Мастацтва». В 2002—2003 годах одновременно являлась заместителем главного редактора — ответственным секретарем этого издания. Приняла активное участие в возобновлении выхода журнала «Искусство» после полугодового перерыва.

## Театральная критика
В периодической печати дебютировала в 1975 году. В 1976 году в еженедельнике «Литература и искусство» появилась её первая рецензия, посвящённая балерине Людмиле Бржозовской. В дальнейшем именно балет стал основной сферой интересов Мушинской, которая напечатала более 500 статей по хореографии, музыке, театру.
Вышли пять книг критика, посвящённых белорусскому балету. В «Гармонии дуэта» (1987) анализируются ведущие партии народных артистов Беларуси Людмилы Бржозовской и Юрия Трояна. «Горький вкус истины» (белор. «Гарка́вы смак і́сціны», 1993) представляет творческие портреты ведущих белорусских танцовщиков 1980-х — начала 1990-х годов. В буклете «Страсти» («Рогнеда», 1997) дается анализ одноимённого балета Валентина Елизарьева, спектакля, отмеченного международной премией «Бенуа де ля данс» 1996 года. Альбом «Валентин Елизарьев» (1997), тексты которого представлены параллельно на русском, белорусском и английском языках, посвящён личности крупнейшего белорусского хореографа; второе, дополненное издание того же альбома (2003) фактически стало новой книгой.
По стипендии Института польской культуры в Париже стажировалась в Польше (Варшава, Краков) как балетный критик и либреттист. Статьи Татьяны Мушинской печатались в русских, украинских и польских изданиях.
В литературной записи Татьяны Мушинской вышла книга воспоминаний народной артистки Беларуси, ведущей актрисы Национального академического драматического театра им. М.Горького Анны Обухович «Полвека на сцене» (1987).

## Проза и стихи для детей
«Представьте, сидишь в декретном отпуске. Сначала с одним ребенком, потом с двумя. Телефона в квартире нет, как нет и телевизора. О мобильниках, компьютерах и интернете тогда никто не слышал и не догадывался. Впечатление, что ты отрезан от всего мира. (…) И чтобы не сойти с ума от огромного количества ежедневных бытовых забот, чтобы не отупеть от однообразия жизни, от музыкально-театральных впечатлений, мы с детьми начали сочинять сказки. А точнее — я для них… Сказки, в которых они являлись главными героями. (…) Сочиняла я те истории с практической целью, иногда для собственного, иногда для детского удовольствия. Но мои маленькие наивные слушатели воспринимали придуманные истории с таким интересом и так горячо требовали продолжения, что в какой-то момент пришла мысль: а почему бы не предложить эти небольшие рассказы и сказки изданиям для детей?».

,
Татьяной Мушинской изданы сборники рассказов и сказок «Витя Неслух в стране муравьев» (белор. «Ві́ця Не́слух у краі́не мурашо́ў», 1995), «Праздник печёной картошки» (белор. «Свя́та пе́чанай бу́льбы», 2003), «Ёжики в футбол играют» (белор. «Во́жыкі ў футбо́л гуля́юць», 2008), сборник стихов «Если папа — Дед Мороз» (белор. «Калі та́та — Дзед Маро́з», 2000).
Многие рассказы и сказки прозвучали на Белорусском радио в интерпретации артистов Национального академического театра имени Янки Купалы народного артиста СССР Виктора Тарасова, народных артисток Беларуси Лилии Давидович и Марии Захаревич и др.

«…в издательстве „Юнацтва“ у Татьяны Мушинской вышла новая книга стихотворений для детей „Калі тата — Дзед Мароз“. Признаюсь, разворачивал её не без настороженности, потому что всегда боюсь в так называемых „детских произведениях“ наткнуться на примитивное сюсюканье. А наткнулся на… какое-то чудо. Своим творчеством автор перенесла меня в детство. Так может писать только человек, который знает и, главное, очень любит и детей, и взрослых, и окружающую природу, и саму Жизнь с большой буквы».

## Проза для взрослых
В середине 1990-х годов Татьяна Мушинская обратилась к прозе для взрослой аудитории. В это время создается её своеобразная трилогия о жизни белорусской творческой интеллигенции: повести «Долгое прощание» (белор. «До́ўгае развіта́нне»), «Последняя любовь Дон Жуана» (белор. «Апо́шняе каха́нне Дон Жуа́на») и «Джульета и экстрасенс» (белор. «Джулье́та і экстрасэ́нс»).

«Когда долгое время „практикуешься“ в малых формах, раньше или позже возникает потребность освоить жанры более крупные. Обратиться к другой, более взрослой аудитории. Тем более, что во время многочисленных интервью артисты (а в особенности артистки) рассказывали — наверное, доверяя мне как собеседнику — многое из своей личной жизни, того, что по этическим соображениям невозможно было напечатать под их подлинной фамилией, именно как их монолог. И было очень жаль, что жизненные истории, иногда драматичные, иногда интригующие или комические, так и останутся никому не известными. Так я пришла к своим повестям, посвящённых жизни современной творческой интеллигенции».

В 1997 году вышла первая книга прозы «Долгое прощание» (белор. «До́ўгае развіта́нне»). В предисловии к ней писатель Генрих Далидович писал:

"…Татьяна Мушинская меня, читателя, автора книги «Жар любви. Рассказы о женщинах», удивила, как, считаю, удивит и других: во-первых, в её прозе нет никаких стереотипов или чрезмерной науки, это — естественная современная, городская проза, а во-вторых, она, автор-женщина, сказала то о женщине (дочери, жене, матери, певице, которая изведала, что такое ходить по земле и летать в художественном пространстве, что такое любовь и человеческий эгоизм, а то и измена), что нам, мужчинам, многое сказать просто не по силам… ".

Впоследствии повести, рассказы и миниатюры Татьяны Мушинской печатались в белорусской периодике.

## Поэзия
Пожалуй, наибольшего признания Мушинская добилась как яркая лирическая поэтесса.

«На самых разных встречах с читателями, на презентациях книг в библиотеках и музыкальных школах достаточно часто задают вопрос: „А с какого возраста вы начали писать стихи?“ Писала их и в школе, и в студенческие годы. (…) Но не считала нужным печатать. Во-первых, это был вариант дневника, который пишется для себя, а не для других. Во-вторых, мне не нравился итог. Он не отображал того, что я хотела сказать и того, что ощущала. И, в-третьих, живые поэты, а точнее, поэтессы, которых приходилось наблюдать в реальной жизни, не всегда нравились. Они были то ли слишком нервные, то ли экзальтированные, но в любом случае как-то странно не совпадали с реальностью. Это смущало и даже пугало. Мне совсем не хотелось быть на них похожей. Вот прозаики — совсем другое дело! Серьёзные, неспешные, погруженные в себя, они внушали большее доверие…».

В 1998 году было опубликовано первое стихотворение. Сама Мушинская признавалась в автобиографии, что к публикации её подтолкнул неожиданный общественный резонанс, который имела её проза. Поэтесса опубликовала четыре сборника стихов: «Я странствую в столетьях» (белор. «Я вандру́ю ў стаго́ддзях», 1998), «Ребро Адама» (белор. «Рабро́ Ада́ма», 1999), «Сны любви» (белор. «Сны каха́ння», 2006), «Души ожиданье. Стихи о любви» (2006).
Стихи поэтессы переведены на русский, украинский, английский и испанский языки.

## Сотрудничество с композиторами
Большинство стихов Татьяны Мушинской положены на музыку профессиональными белорусскими композиторами (Елена Атрашкевич, Алина Безенсон, Валерий Каретников, Марина Морозова и другие). Среди 200 музыкальных произведений — романсы и вокальные циклы, песни для детей и взрослых, хоры и хоровые циклы, музыкальный перформанс «Море», вокально-симфоническая поэма «Люблю…» (белор. «Каха́ю…»), комическая кантата «Репетиция хора».

«Поэзия Татьяны Мушинской нежная и тонкая, одухотворенная внутренним светом. Богатая образными метафорами, она содержит в себе и своеобразный музыкальный код. И дело тут, наверное, не только в том, что Татьяна отлично разбирается в музыке и много лет работает в жанре музыкальной и балетной критики. Просто её стихи чрезвычайно благоприятны для музыкального воплощения и очень созвучны определённым музыкальным образам».

## Творческие вечера
Начиная с 2003 года, в Минске ежегодно проходят творческие поэтическо-музыкальные вечера поэтессы, на которых звучат популярные романсы, песни, дуэты, написанные белорусскими композиторами на тексты Татьяны Мушинской, а также её собственные стихи. Первые три вечера состоялись в Минске в камерном зале Белорусской государственной филармонии: «Твой самый короткий путь — ко мне…» (белор. «Твой са́мы каро́ткі шлях — да мяне́…», октябрь 2003 года), «Люблю…» (белор. «Каха́ю…», октябрь 2004 года), «Свет несказанный» (октябрь 2005 года). Программа «Сны любви» (белор. «Сны каха́ння», 2006 год) прошла в большом зале Белорусской государственной филармонии с участием солистов и хора Национального академического Большого театра оперы и балета Республики Беларусь. Следующие два вечера презентовались в афише оперного театра в рамках цикла «Белорусская опера представляет…»: «Когда чувства — как пламя…» (белор. «Калі́ пачу́цці — як по́лымя…», ноябрь 2007 года) и «Исповедь женщины» (ноябрь 2008 года). Проект «Я странствую в столетьях…» (белор. «Я вандрую ў стагоддзях…», февраль 2009 года) был показан в большом зале Белорусской государственной филармонии.
Наконец, последний по времени музыкально-поэтический вечер прошёл в Могилёве в марте 2010 года.

## Драматургия, либретто, сценарии
Кроме поэзии, прозы, музыкальной критики Татьяна Мушинская активно пробует себя как драматург, либреттист и сценарист.
Для драматического театра ею написаны пьесы «Павлина Медёлка» (белор. «Паўлі́на Мядзёлка»), посвящённая личности актрисы, возлюбленной классика белорусской литературы Янки Купалы, «Моя дорогая Джульетта» (белор. «Мая́ дарага́я Джулье́та»), «Человек, покупающий время», «Чайковский. Версия», представляющая взгляд драматурга на взаимоотношения композитора Петра Чайковского и Надежды фон Мекк.
Для детского театра созданы пьесы «Приключения поросенка Лычика» (белор. «Прыго́ды парсючка́ Лы́чыка»), «Путешествие в страну муравьёв» (белор. «Падаро́жжа ў краі́ну мурашо́ў» ), «Приключения одного фантазёра» (белор.  «Прыго́ды аднаго́ фантазёра»).
Татьяной Мушинской также написаны либретто исторических балетов «Барбара Радзивилл», рассказывающая о возвышенной и трагической любви великого князя литовского Сигизмунда Августа и аристократки Барбары Радзивилл; «Последний король», посвящённая личности последнего короля Речи Посполитой Станислава Августа Понятовского; «Саломея», в центре которого судьба женщины-врача, путешественницы и авантюристки XVIII века Саломеи Пильштыновой.
На основе либретто Мушинской композитором Валерием Каретниковым написан балет «Дюймовочка»., композитор Андрей Мдивани работает над одноактной оперой «Директор театра».
Татьяна Мушинская является автором сценария фильма «А если я не вырасту?», созданного совместно с композитором Валерием Каретниковым и учащимися Республиканской гимназии-колледжа при Белорусской академии музыки. Фильм был снят в рамках международного проекта «Расскажи мне, облако…», организованного французской ассоциацией «Наследие без границ» и отделом культуры Брагинского райисполкома Гомельской области. Детям разных стран и городов мира было предложено сочинить и проиллюстрировать сказку, главным героем которой является чернобыльское облако. Дети сочиняли сказку, а потом становились героями фильма, который её зафиксировал. В Беларуси было создано 24 фильма-сказки, а в мире — 52.
На прошедшем 5-10 июня 2007 года в Минске и Брагине (Гомельская область, Беларусь) международном кинофестивале сказок «Расскажи мне, облако…» международное жюри во главе с известным французским кинорежиссёром Аленом Флешером назвало фильм «А если я не вырасту?» в числе одного из пяти победителей.

## Критика о творчестве Татьяны Мушинской
Кандидат филологических наук, критик Любовь Горелик писала в энциклопедическом справочнике «Современная Беларусь»:

"Обращая внимание на специфическую близость лирической поэзии к музыке, немецкий философ Ф. В. Шеллинг тем самым подчеркивал субъективность лирического переживания как выявление раскрепощённости духа личности. Что касается современной белорусской поэзии, то её непосредственная связь с музыкой особенно ощутима в утонченности и романтической возвышенности, камерности и романсовой озвученности лирических переживаний (в книгах Л.Дранько-Майсюка «Стомленасць Парыжам», Т.Мушинской «Я вандрую ў стагоддзях» и «Рабро Адама» и др.) Красноречивым свидетельством поисков художественного самовыражения на пограничье слова и музыки является прежде всего неповторимость поэтики, стиля, использование соответствующей терминологии, даже названия таких стихотворных циклов Т.Мушинской, как «Ветру сімфонія», «Скрыпка і смык», «Водар акацыі белай». Одно из стихотворений, посвящённое композитору Галине Гореловой, имеет название «Канцэрт для фартэпіяна і дажджу».

Доктор филологических наук, критик Алесь Бельский в академической «Истории белорусской литературы XX века» отмечает, что «последние 15 лет были благоприятными, как никогда ранее, для творческой самореализации личности», и рассматривает личность Татьяны Мушинской в контексте развития поэтов, которые пришли «в литературу несколько запоздало». Бельский утверждает, что эти авторы ощущали «особое внутреннее … призвание», а их творчество «приметно влилось в русло современной поэзии. Становление этих поэтов происходило интенсивно, (…) очень своеобразно».
Кандидат филологических наук, критик Дмитрий Санюк так оценивал сборник «Сны кахання»:

«Сборник поэзии „Сны кахання“ (2006) Татьяны Мушинской выделяется среди других свежестью и оригинальностью чувства. Не зря автор выбирает эпиграфам к своей новой книге строчки из шекспировской „Бури“ (…). Поэтесса обращает свой взгляд на вечную загадочность любви, её (…) мечтательность и одновременно воплощение её как желанной реальности. (…). Любовь становится манящей грезой, которая имеет глубокую внутреннюю силу для бытия человека. В идеальном измерении любовь обладает колоссальной энергетикой; порой она кардинально меняет человека в ту или иную сторону. И это самое большое чувство на земле, когда оно одухотворено (не только существует в чувственно-плотских формах) и является подлинной, божественно уравновешенной сутью. Эта уже новая генерация „Человека, который Любит, который мыслит Любовью“».

## Признание
- Член Союза журналистов Беларуси (с 1984 года),
- Член Союза писателей Беларуси (с 2000 года),
- Лауреат премий республиканских журналов «Беларусь», «Молодость» (белор. «Маладо́сць»), «Белорусская мысль» (белор. «Белару́ская ду́мка»),
- Диплом Комиссии Республики Беларусь по делам ЮНЕСКО «За расширение знаний о театре Беларуси» (2008).
- «Лучший журналист (музыкальный критик)» — Ліра 2013

## Книги Татьяны Мушинской
- Обухович А. «Полвека на сцене» (1987) — литературная запись,
- «Гармония дуэта» (1987),
- «Горький вкус истины» («Гарка́вы смак і́сціны», 1993) — на белорусском языке,
- «Витя Неслух в стране муравьев» (белор. «Ві́ця Не́слух у краі́не мурашо́ў», 1995) — на белорусском языке (совместно с Алесем Мартиновичем),
- «Долгое прощание» (белор. «До́ўгае развіта́нне», 1997) — на белорусском языке,
- «Страсти» («Рогнеда», 1997),
- «Валентин Елизарьев» (1997) — параллельно на русском, белорусском и английском языках,
- «Я странствую в столетьях» (белор. «Я вандру́ю ў стаго́ддзях», 1998) — на белорусском языке,
- «Ребро Адама» (белор. «Рабро́ Ада́ма», 1999) — на белорусском языке,
- «Если папа — Дед Мороз» (белор. «Калі та́та — Дзед Маро́з», 2000) — на белорусском языке,
- «Праздник печёной картошки» (белор. «Свя́та пе́чанай бу́льбы», 2003) — на белорусском языке,
- «Валентин Елизарьев» (второе, дополненное издание, 2003) — параллельно на русском, белорусском и английском языках,
- «Сны любви» (белор. «Сны каха́ння», 2006) — на белорусском языке,
- «Души ожиданье. Стихи о любви» (2006),
- «Ёжики в футбол играют» (белор. «Во́жыкі ў футбо́л гуля́юць», 2008) — на белорусском языке,
- «Сад моих воспоминаний» (белор. «Сад маіх успамінаў», 2015) — на белорусском языке.

## Дискография Татьяны Мушинской
- «Исповедь женщины. Романсы Марины Морозовой исполняет Наталья Руднева». — Минск: Ковчег, 2001 (на диске, в том числе, представлены шесть романсов на слова Татьяны Мушинской).
- «Тихо музыка в дом мой вошла». Романсы Марины Морозовой на стихи Татьяны Мушинской исполняет Наталья Руднева. — Минск: Ковчег, 2003.
- «Глазастая бессонница. Романсы Марины Морозовой исполняет Марина Филиппова». — Минск: Ковчег, 2004 (на диске, в том числе, представлены восемь романсов на слова Татьяны Мушинской).
- «Дорогая моя мама… Песни на стихи Татьяны Мушинской» (белор. «Дарага́я мая́ ма́ма… Пе́сні на ве́ршы Тацця́ны Мушы́нскай)». — Минск: Ковчег, 2006.